# Клан Макбин
Макбин или Макбэйн — один из кланов горной части Шотландии.

## История клана

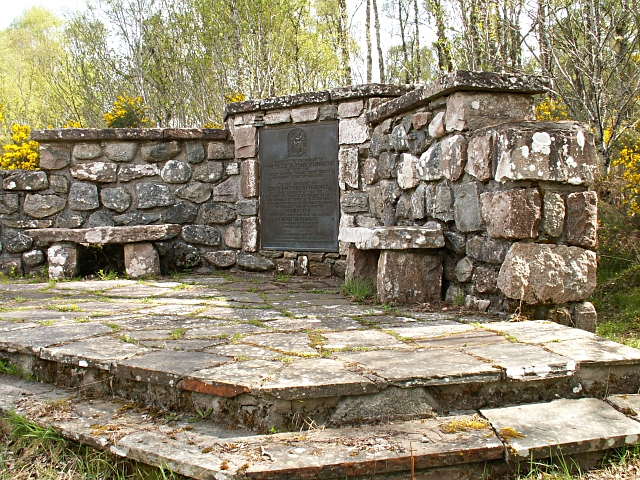
Памятная доска клана Макбин на южном берегу озера Лох-Несс

Существует несколько версий о происхождении названия клана. Наиболее вероятная из них предполагает, что название произошло от гэльского bheathain — т.е. полный жизни. Возможно первоначально клан назывался Mac Bhita или Макбет – фамилия, навевающая воспоминания из ранней истории Шотландии. Когда Малкольм III отстранил род Макбета от трона, его власти постоянно бросали вызов могущественные благородные семейства Морея. Волнения в этой мятежной области продолжалось на протяжении ещё нескольких поколений, вплоть до правления Малкольма IV, которому наконец удалось сокрушить власть мормэров Морея, и членам их семейства пришлось искать убежище в других частях королевства. Согласно преданию, предки Макбэйнов поселились среди потомков Гиллихаттана Мора, которых обычно называют кланом Хаттан.
Самое раннее известное упоминание названия клана в его современной форме появляется в старой рукописи Кинрара (середина XIV века), в которой названы имена Боба Макмилмора и его сына, Милмора Макбэйна. Макбэйны поддерживали Роберта Брюса в борьбе за шотландскую независимость, и им приписывают убийство стюарда «Рыжего Комина», хозяин которого был заколот Брюсом в церкви Грейфриарс в Дамфрисе в 1306 году.
Пол Макбин, 12-й вождь, обремененный тяжелыми долгами, около 1685 года был вынужден продать свои земли. Существующая ныне ветвь клана происходит от его младшего сына. Старшая же ветвь пресеклась на его дочери, Элизабет Маргарет Макбэйн, которая примерно в 1790 году вышла замуж за Дугалда Стюарта, но умерла бездетной.
Потеря земель клана в Кинхайле было, должно быть, весьма чувствительным ударом по состоянию и положению клана, но нынешний вождь успешно продолжил работу своего отца по возвращению некоторых из владений клана и создал мемориальный парк Макбэйн на берегах верхнего Лох-Несса.
Макбэйны поддержали якобитское восстание 1715 года, и после его подавления многие были вывезены на плантации в Вирджинию, Мэриленд и Южную Каролину. Однако, это не удержало Мора Макбэйна, внука 12-го вождя, от участия в новом якобитском восстании 1745 года, когда он в звании майора встал под знамёна «Молодого Претендента». При Куллодене, в 1746 году, когда правительственные драгуны прорвались во фланг горцев, майор бросился на них и убил 13 или 14 противников, пока сам не был смертельно ранен. Офицер гановерцев отвел назад своих людей, чтобы спасти храброго соотечественника, но Макбэйн был уже мертв. Другой Макбэйн отличился в том кровавом сражении, когда убил Камерона из Лохила, который был ранен и уже не мог спасаться бегством. После Куллодена вождь изо всех сил пытался удержать за собой оставшиеся земли клана, но они всё-таки были проданы в 1760 году. Также известен Макбэйн, который в 1881 году командовал «Горцами Гордона» в войне против буров в Южной Африке.